# James LaBrie
Kevin James LaBrie (Penetanguishene, 5 maggio 1963) è un cantante canadese, noto per essere la voce principale del gruppo musicale progressive metal Dream Theater.
Apprezzato in ambiente progressive metal per le sue estese capacità vocali, la sua carriera solista è ricca di partecipazioni e collaborazioni; il suo primo album solista, Keep It to Yourself, pubblicato con lo pseudonimo MullMuzzler, è stato pubblicato nel 1999.

## Biografia

### Primi anni
Nato a Penetanguishene in Ontario (Canada) LaBrie ha iniziato a cantare e a suonare la batteria all'età di 5 anni. Durante il periodo adolescenziale è stato membro di svariati gruppi sia come cantante che come batterista e successivamente si è trasferito a Toronto all'età di 18 anni per proseguire il suo percorso musicale. Attualmente risiede ancora a Toronto insieme alla moglie Karen, la figlia Chloe e il figlio Chance Abraham.

### Carriera

#### Winter Rose
Dopo impegni con diversi gruppi, è diventato cantante del gruppo glam rock Winter Rose, con il quale pubblicò un album omonimo nel 1989.

#### Dream Theater
Nel 1991 venne a sapere che i Dream Theater stavano cercando un cantante. Così decise di inviare una propria registrazione e fu rapidamente chiamato a New York per un'audizione completa. La prova andò bene e LaBrie fu preferito ad altri 200 candidati per coprire a tempo pieno il ruolo del cantante nel gruppo.
Essendoci già due John nella band (Myung e Petrucci) e un altro Kevin (Moore) LaBrie rinunciò al suo primo nome di battesimo, adottando James come unico nome.
I Dream Theater continuarono a registrare la cover di Perfect Strangers dei Deep Purple negli studi radiofonici della BBC insieme a Bruce Dickinson, nonché a suonare con lui dal vivo un medley degli Iron Maiden a Los Angeles. Da allora LaBrie ha avuto un impatto significativo sulle melodie vocali di tutti gli album dei Dream Theater, ma continua ad avere poca influenza nell'ambito compositivo del gruppo. Fatta eccezione per la parte musicale, dal lato della composizione dei testi LaBrie ha scritto almeno un brano per album, fatta eccezione per gli album Images and Words, Black Clouds & Silver Linings, Dream Theater e The Astonishing.

#### Carriera solista
Oltre agli impegni con i Dream Theater, LaBrie è attivo anche con una carriera da solista, iniziata nel 1999 con la pubblicazione dell'album Keep It to Yourself attraverso il soprannome MullMuzzler. L'11 settembre 2001 pubblica il secondo album solista, intitolato James LaBrie's MullMuzzler 2, e nel 2005 viene pubblicato Elements of Persuasion, primo album in cui LaBrie abbandona il soprannome in favore del suo nome reale.
Il quarto album in studio, Static Impulse, è stato distribuito il 27 settembre 2010, mentre il quinto album, intitolato Impermanent Resonance, è stato pubblicato il 26 luglio 2013 in Europa e il 6 agosto negli Stati Uniti. Il 20 maggio 2022 è uscito il sesto album Beautiful Shade of Grey, in cui partecipa anche il figlio Chance alla batteria.

#### Altri progetti

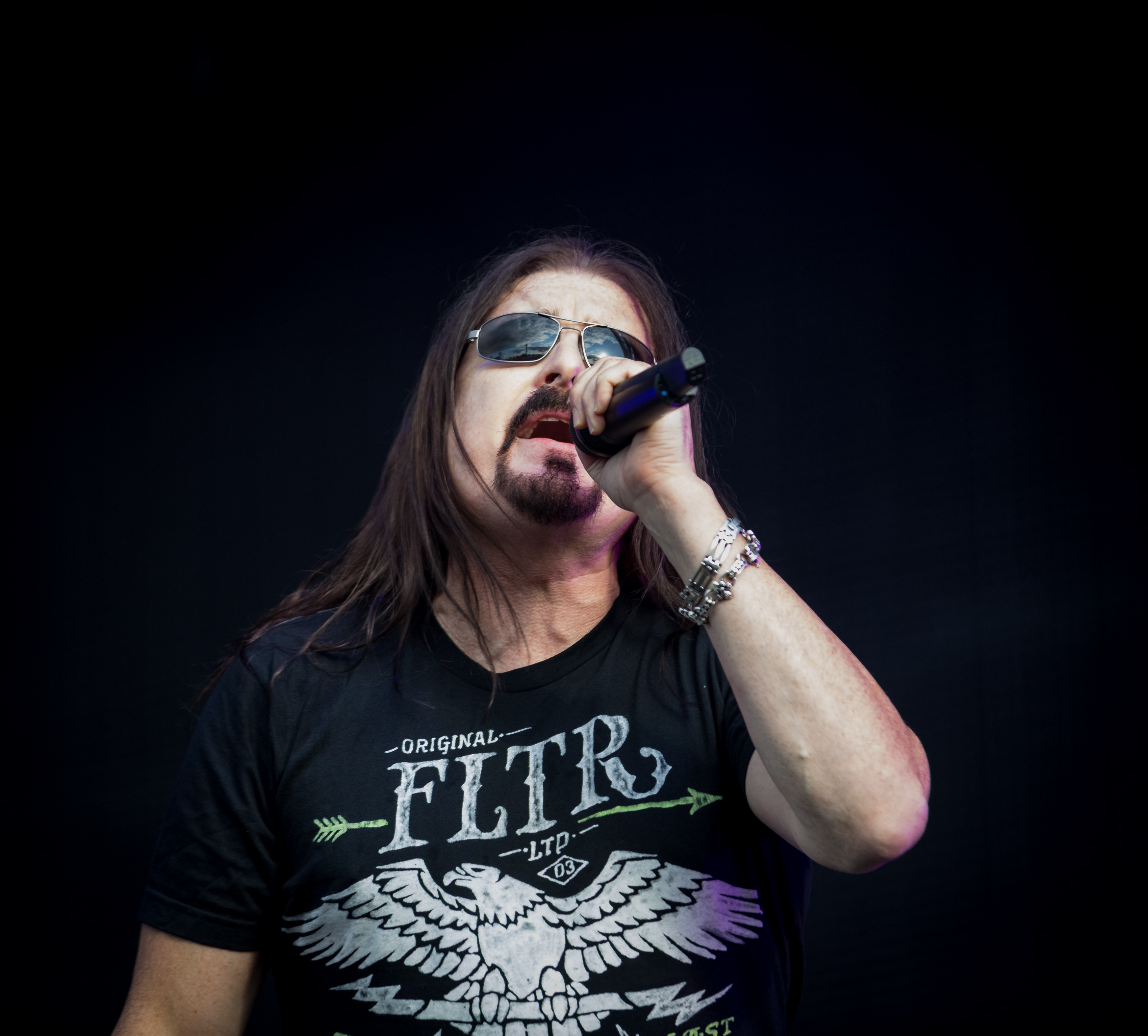
James LaBrie al Wacken Open Air 2015